# Hr.Ms. Notre Dame de France (1940)
De Hr.Ms. Notre Dame de France was een Nederlandse anti-onderzeeboottrawler. Het schip was een van twee anti-onderzeeboottrawlers die tijdens de Tweede Wereldoorlog door de Franse marine werden uitgeleend aan de Nederlandse marine, het andere schip was de Jean Frederic. Het schip werd gebouwd bij de scheepswerf Smith Dock Co. in het Engelse Stockton-on-Tees.
De Notre Dame de France escorteerde in Nederlandse dienst konvooien en schepen in de Britse wateren. Op 15 januari 1942 werd het schip teruggegeven aan de Franse marine.